# Lugros
Lugros ist eine Gemeinde in der Provinz Granada im Südosten Spaniens mit 308 Einwohnern (Stand: 2024). Die Gemeinde liegt in der Comarca Guadix. 

## Geografie
Die Gemeinde grenzt an Beas de Guadix, Cogollos de Guadix, Cortes y Graena, Guadix, Güéjar Sierra, Jérez del Marquesado, La Peza und Polícar. 